# استان پنسیلوانیا
استان پنسیلوانیا که با نام مستعمره پنسیلوانیا شناخته می شود، یک مستعمره بریتانیایی در آمریکای شمالی بود که توسط ویلیام پن تأسیس شد، که زمین را از طریق کمک مالی از چارلز دوم انگلستان در سال ۱۶۸۱ دریافت کرد. نام پنسیلوانیا از "پنز وودز" گرفته شده است که به پدر ویلیام پن، دریاسالار سر ویلیام پن اشاره دارد.
استان پنسیلوانیا یکی از دو مستعمره اصلی بازسازی بود. منشور مستعمره انحصاری در خانواده پن باقی ماند تا اینکه بعداً پس از انقلاب آمریکا برکنار شدند و مشترک المنافع پنسیلوانیا به عنوان یکی از سیزده ایالت اصلی تأسیس شد. شهرستان‌های پایین تر در دلاور، مستعمره ای جداگانه در استان پنسیلوانیا، در طول انقلاب آمریکا جدا شدند و به عنوان ایالت دلاور تأسیس شدند و همچنین به یکی از سیزده ایالت اصلی تبدیل شدند.
این مستعمره کواکرهای انگلیسی، آلمانی و مرزنشینان اسکاتلندی-ایرلندی را به خود جذب کرد. قبیله سرخپوستان لناپی صلح را با کویکرها ترویج کردند. با این حال، پس از مرگ ویلیام پن و تامانند، که هر دو از همزیستی مسالمت آمیز حمایت می کردند، در نهایت جنگ ها شروع شد. کویکرها اساطیر لناپ را اهریمنی کردند با وجود آنکه کویکرها مدافعان قوی آزادی مذهبی بودند. 
فیلادلفیا، مرکز استان پنسیلوانیا، به عنوان یک بندر اصلی و شهر تجاری و مکان مرکزی برای تفکر، نوشته‌ها و برنامه‌ریزی‌هایی که در نهایت الهام‌بخش انقلاب آمریکا بودند، پدیدار شد. در قرن ۱۸ام، فیلادلفیا به عنوان دومین شهر بزرگ امپراتوری بریتانیا، پس از لندن ظهور کرد. پس از جنگ انقلابی آمریکا، فیلادلفیا تا سال ۱۸۰۰ به عنوان پایتخت کشور جدید آمریکا استفاده شد،  زمانی که همزمان پایتخت جدیدی در واشنگتن دی سی ساخته شد. 